# Twist (medicina)
En genética un Twist es un regulador genético indicándole así a los demás genes el momento de activarse o detenerse. La proteína del gen Twist ordena el "encendido" o "apagado" a los demás genes que están implicados en la formación de órgano y tejidos, con esto se controla dónde formar qué cosa y a dónde será transportada una vez esta sea producida. Se encarga de controlar la producción y migración de los tejidos embrionarios de manera directa.
Su descubrimiento está muy ligado al tratamiento del cáncer dado que es posible controlar la metástasis inhibiendo procesos de angiogénesis.
- Datos: Q5673177